# Год послов
Год послов (араб. عام الوفود‎, араб. سنة الوفود‎) — девятый год по хиджре или 631 г. н. э. В истории ислама известен как год, когда Мухаммаду прибыло рекордное число делегаций арабских племён после победы в битве при Табуке, чтобы принять ислам, что стало крупной политической победой Мухаммада, положившей начало распространению ислама по всей Аравии. Крупнейшая делегация была из Ямамы и насчитывала ~100 тыс. чел. и принявшая ислам целиком, не приехал только Мусейлима. Когда они пришли ему и приняли ислам, а он одарил их дарами, те сказали, что из их приехавших с ними старейшин есть человек, что не приехал вместе с ними, на что Мухаммад ответил, что тут нет вины, коль он остался стеречь их имущество, затем одарил их даром и для него, а те отправились назад и пересказали Мусейлиме сказанное Мухаммадом. Мусейлима ответил, мол, глядите, как Мухаммад уважил меня; затем он двинулся к дому пророка, а его люди его спросили, когда именно, а он ответил, что Мухаммаду надо дать ему власть после него, а значит и статус посланца Аллаха, и Мухаммад ответил с пальмовой ветвью в руках, что даже такую мелочь Мусейлиме не отдал бы, ибо не увидел в нём никого кроме лжеца. На другой день Мусейлима отправил Мухаммаду письмо «от одного посланца Аллаха к другому» с предложением поделить власть над землями пополам и с жалобой на курайшитский гнёт, а тот ответил, что все земли принадлежат Аллаху и достанутся тем его рабам, кому он пожелает, и что успех за богобоязненными, а Мусейлима продолжал спорить, заявлять о своём статусе пророка, сговорился кое-с-кем начать распускать слухи, что Мухаммад якобы сказал, что Мусейлима пророк, как и он сам, и многие впали в ридду, и так продолжалось, пока Мусейлиму не убили уже после смерти Мухаммада.